# Puiești (Buzău)
Puieşti è un comune della Romania di 4 390 abitanti, ubicato nel distretto di Buzău, nella regione storica della Muntenia.
Il comune è formato dall'unione di 6 villaggi: Dăscălești, Lunca, Măcrina, Nicolești, Plopi, Puieștii de Jos, Puieștii de Sus.